# Phân tích thứ nguyên

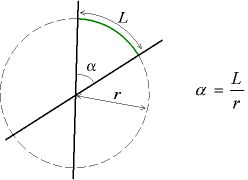
Phân tích thứ nguyên

Phân tích thứ nguyên là phương pháp thường dùng để khảo sát định tính các hiện tượng vật lý. Một trong những ứng dụng của nó là phát hiện các sai sót trong một phương trình mô tả hiện tượng vật lý (phương trình vật lý). Phép phân tích thứ nguyên trong kiểm tra các phương trình vật lý dựa trên cơ sở là chỉ các đại lượng cùng thứ nguyên mới có thể bằng nhau, hoặc cộng được với nhau. Nói riêng, trong một phương trình (vật lý) thì hai vế phải có cùng thứ nguyên.
Các quy tắc phân tích thứ nguyên là:
- Gán thứ nguyên cho mỗi ký hiệu trong phương trình, phù hợp với tính chất vật lý của nó
- Nhân và chia thứ nguyên theo nguyên tắc đại số
- Kiểm tra thứ nguyên cuối cùng của mỗi số hạng xem có phù hợp không.